# Флигель Казанского
Флигель Казанского — дом (флигель) в Киеве, единственное сохранившееся до XXI века строение усадьбы архитектора Николая Казанского.
Возведённый в 1909 году, располагался по адресу улица Сагайдачного, дом № 1-Б. Разрушен для строительства современного бизнес-центра 30 декабря 2010 года. Снос флигеля Казанского вызвал большое возмущение киевлян.

## История
Участок, на котором располагался флигель, во второй половине XIX века принадлежал чиновнику Ивану Чепурновскому, который планировал здесь построить несколько одноэтажных каменных торговых лавок. Впрочем, с 1861 года в Киеве начали действовать строительные нормативы, согласно которым здания на тогдашней улице Александровская (сейчас — Сагайдачного) должны быть как минимум двухэтажными. Поэтому Чепурновскому пришлось заказать новый проект, по которому на участке должны были соорудить кирпичный двухэтажный дом, первый этаж которого занимали бы магазины, а второй был бы жилым. Проект утвердили в 1870 году и вскоре реализовали.
В ноябре 1892 года усадьбу Чепурновского приобрёл молодой архитектор Николай Казанский, который недавно переехал в Киев. В течение следующих нескольких лет Казанский перестроил усадьбу, возведя на красной линии улицы новый двухэтажный дом с мансардой на тыльном фасаде. Несколько позже в глубине участка архитектор построил жилой кирпичный флигель с мезонином и погребом, увенчанный палаточной башенкой.
Приблизительно в последние годы XIX века Николай Казанский взял в Киевском кредитном обществе кредит под залог своей усадьбы. Сперва дела архитектора шли хорошо, он имел много заказов и даже в 1896—1902 годах занимал должность руководителя строительного управления киевской городской управы (аналог современной должности главного архитектора Киева). На этой должности Казанский наблюдал за сооружением оперного театра, которое сопровождалось рядом скандалов: сперва из-за начала в Киеве «строительной лихорадки» цены на строительные материалы и работы значительно выросли, соответственно, смета строительства театра увеличилась почти вдвое. А после торжественного открытия и освящения нового театра в сентябре 1901 года выяснилось, что вид здания очень не понравился киевлянам, её сравнивали с «огромной неуклюжей черепахой». Финансирование строительства велось из городского бюджета, поэтому СМИ и политическая оппозиция раскритиковали как городскую власть за расточительство, так и архитекторов, причастных к строительным работам, за неудачный архитектурный проект. Вследствие этого скандала в следующем, 1902 году Николай Казанский проиграл выборы в городскую управу и потерял должность головы строительного управления, а с этим — и большинство потенциальных заказов. В дополнение к этому в городе, вслед за строительной лихорадкой начался строительный кризис. Финансовое состояние Николая Казанского значительно пошатнулось и уже в начале 1905 года архитектор не смог выплатить проценты по взятому под залог своей усадьбы займу. Кредитный союз выставил имущество Казанского на открытые торги, но его спасла жена, которая, имея собственные средства, выкупила всю усадьбу.
После удачного спасения усадьбы Казанский начал в ней строительство нового флигеля, однако его постигло очередное бедствие: осенние дожди размыли склон Владимирской горки, у подножия которой стояла усадьба архитектора, и случилось смещение грунта, недостроенный флигель полностью развалился, а главный дом претерпел значительные повреждения. Николай Казанский был на грани банкротства, однако смог выстоять, постоянно брал новые заказы, возводил в Киеве новые дома, и уже в 1909 году, исправив своё финансовое положение, начал восстановление своей усадьбы и строительство подоходного нового флигеля. На этот раз для предотвращения оползней почвы архитектор укрепил склоны бетонной подпорной стеной. Новый флигель имел три этажа и небольшую башню-мансарду на две комнаты.
Усадьба Казанского просуществовала, как и соседние дома на Почтовой площади, до 1969 года, когда в Киеве началась подготовка к строительству второй линии метрополитена. В рамках строительных работ по требованию «Киевметростроя» один за другим снесли все дома от начала улицы Сагайдачного до Боричева спуска. Единственным уцелевшим зданием этого утраченного квартала стал флигель в бывшей усадьбе Казанского, в то время как главный дом был снесён. В 1980-х годах начался капитальный ремонт флигеля, здесь планировалось разместить музей электротранспорта, однако эти планы так и не были реализованы.
В постсоветские годы флигель перешёл в собственность коммерческих предприятий, которые реставрировали дом, добавив кованую ограду и перестроив мансарду. В 1996 году флигель Казанского получил статус только выявленного памятника архитектуры.

## Снос
В конце 2000-х годов на Почтовой площади, на месте снесённого в советское время квартала, возводить новые дома, первым из которых стало шестиэтажное здание гостиницы «Ривьера», позже по соседству построили семиэтажный бизнес-центр «Владимирский».
Застройка участка, на котором стоял флигель Казанского, планировалась ещё с 2007 года, когда на рассмотрение КГГА подали проект пятиэтажного офисного здания с паркингом (автор проекта — архитектор Юрий Бородкин). Первоначально горсовет отклонил этот проект как несовместимый в архитектурном плане с подольской застройкой. Впрочем, через три года утвердили новый проект, по которому новое здание уже было с 11 этажами и подземным паркингом на 38 машиномест. Украинское общество охраны памятников согласовало исключения флигеля из реестра памятников из-за «утраты аутентичности», а 13 декабря 2009 года флигель Казанского лишили статуса памятника архитектуры. 10 июня 2010 года на заседании секции градостроительства и архитектуры архитектурно-градостроительного совета согласовали откорректированный проект здания на 6, 7 и 9 этажей, а вместе с тем — снос на участке будущего бизнес-центра всех существующих зданий. 28 декабря 2010 года проект новостройки официально утвердили, а в ночь с 29 на 30 декабря дом снесли. На его месте построили бизнес-центр. Заказчиком строительства бизнес-центра стала компания «СП Сітко-Поділ-Київ», которую СМИ связывают с Валерием Хорошковским.
Снос флигеля Казанского быстро получил резонанс среди СМИ и общественных организаций, активисты устроили акции протеста против сноса историко-архитектурных памятников. Тогдашний главный архитектор Сергей Целовальник на специальной пресс-конференции заявил, что скандал не имеет основы, флигель Казанского из-за надстройки в 1996 году мансарды не был внесён в реестр памятников и вообще не имел исторической ценности. Главной причиной сноса дома назвали необходимость укрепить оползнеопасные склоны Владимирской горки, также утверждалось, что дом был в аварийном состоянии. Сергей Кобрин, тогдашний начальник отдела охраны памятников Главного управления охраны культурного наследия, также заявил, что снос флигеля произошёл в рамках закона. Архитектор Лариса Скорик поддержала снос флигеля Казанского, утверждая, что скандал заказной и раздут искусственно, что дом не имел даже права претендовать на статус памятника архитектуры и что «целесообразным для сохранения устойчивости склона Владимирской горки является строительство в этой зоне нового здания, безусловно, современного…». Впрочем, некоторые специалисты, в частности, архитектор Николай Жариков, осудили снос флигеля. Также это событие стало поводом для написания открытого обращения киевской интеллигенции к городской власти с требованием остановить уничтожение памятников истории и архитектуры, введение моратория на строительство в охранных зонах Софийского собора и Киево-Печерской лавры, размещение в открытом доступе реестра памятников. Обращение подписали, в том числе, Ада Роговцева, Богдан Бенюк, Оксана Забужко, Сергей Жадан, Василий Шкляр, Владислав Ерко, Олег Скрипка и другие представители творческих профессий.